# Prudnik (Rosja)
Prudnik (ros. Прудник) – wieś w Rosji, w obwodzie nowogrodzkim, w rejonie borowickim.
Według danych na 2010 rok wieś była zamieszkiwana przez 15 osób.